# وقف تعليمي

## وقف تعليمي
الوقف التعليمي أو الاوقاف التعليمية، هو حبس أصول وقفية في مجالات العلم والتعليم وما ينوط بها، وهناك أربعة أنواع للوقف التعليمي وهي أوقاف خاصة بالمساجد، أوقاف خاصة بدور العلم، أوقاف خاصة بالمعلمين والمتعلمين، أوقاف خاصة بالمكتبات، وتكمن أهمية الوقف التعليمي في تطور وتعقد الحياة العصرية مما جعل الدولة لا تستطيع أن تتكفل بجميع الاحتياجات، الاقتصادية والاجتماعية، وبذلك ظهرت ضرورة وجود الوقف لسد كثير من الحاجات، وللوقف التعليمي مقاصد عظيمة وشريفة من أهمها إيجاد مورد دائم لتحقيق مسيرة المؤسسات العلمية والتعليمية، ومن مجالات الوقف التعليمي التي يدعمها، مراكز الأبحاث والموسوعات والدوريات العلمية وكراسي الأبحاث العلمية ومراكز التميز البحثي ودعم الجامعات، ويواجه الوقف التعليمي مجموعة من التحديات من أهمها تحدي دعوى الإرهاب، والتوتر بين ما هو عالمي ومحلي، وبين التقليد والحداثة، وتحدي العولمة، وتحدي التكنولوجيا وغيرها.
مفهوم الوقف التعليمي: هو حبس الأصل وتسبيل الثمرة في كل مجالات العلم والتعليم وما ينوط بها.

## أنواع الوقف التعليمي
أولاً: أوقاف خاصة بالمساجد
المسجد هو المؤسسة الدينية التعلمية والتربوية التي تنشر من خلالها رسالة الإسلام، وشتى العلوم الشرعية وعلى رأسها تعليم القرآن الكريم وعلومه، والحديث وعلومه، فقد سارع المسلمون في وقف ما عندهم في تشييد المساجد وتمويلها وتوفير ما تحتاجه من أثاث وأفرشة وإنارة وغيرها من المستلزمات، ويدل دلالة واضحة على أثر الأوقاف في إنشائها ورعايتها، وقيامها بكثير من النشطات في مجال التعليم والدعوة إلى الله تعالى.
ثانياً: أوقاف خاصة بدور العلم
إن لدور العلم مسميات عديدة تختلف بحسب الزمان والمكان لكن تنصب في معنى واحد (دور العلم) ومن جملة مسمياتها، المحاضر، الزوايا، الخوانيق، المدارس وغيرها...، أما في العصر الحديث ظهرت هذه الدور بحلة جديدة ومن جملة مسمياتها (الجامعات، المعاهد، المدارس الابتدائية، والمتوسط والثانوي وغيرها...)، فقد رأى العلماء بأن المدارس هي خير وسيلة للتعلم والتعليم فشجعوا على وقف الأراضي والعقارات وتمويلها بما يلزم من تشييد للأبنية وأقسام التدريس، والمراقد، والمطاعم، وقاعات المطالعة والمحاضرات، والصرف عليها لضمان السير الحسن لها، لتحقيق هذه الرسالة النبيلة السامية وهي رسالة التعليم.
ثالثاً: أوقاف خاصة بالمعلمين والمتعلمين
أسهم الوقف في إرساء دعائم ثقافية متنوعة في المجتمعات الإسلامية على مدى قرون طويلة من التاريخ الإسلامي، ومن بين ذلك، تعيين المدرسين من علماء وأساتذة ومعلمين والإنفاق عليهم وإعطائهم رواتب ليتفرغوا بذلك للعملية التعليمية، وذلك من خلال الأوقاف التي وقفت عليهم خاصة، والأوقاف التي سبلت لصالح الطلبة للتكفل بمتطلباتهم المعاشية ونحوها كالغذاء، واللباس، والأفرشة وغيرها، كي يسخروا أوقاتهم في طلب العلم، ولا ينشغلوا بأمور المعاش.
رابعاً: أوقاف خاصة بالمكتبات
إن وقف الكتب والمكتبات والمطابع في سبيل العلم لينتفع بها العلماء وطلبة العلم والمؤسسات التعليمية، من الصدقة الجارية التي حث الشارع الحكيم عليها، وتعد من أبواب البر النافعة في المجتمعات لرفع الجهل عنها والرقي بها إلى مستوى تعليمي عال، وقد أدرك كافة الواقفين للمدارس وحلقات الدرس في المساجد أهمية الكتاب في العملية التعليمية فاهتموا بوقف الكتب عليها لتكون معينة على التحصيل والمراجعة وأصبح من المعتاد في البلاد الإسلامية وجود مكتبة في كل مدرسة أو جامع فيه زوايا للعلم أو رباط موقوف على طلبة العلم وغيرهم.

## نوع الموقوف على الخدمات العلمية
- العقار كالأراضي والمباني: وتخصص لبناء الجامعات ومراكز البحث المختلفة، مع رصد أوقاف أخرى تجارية أو زراعية لخدمة هذه الجامعات والمراكز البحثية لتستمر في تقديم ما أقيمت لأجله.
- المنقول كالأموال النقدية والبنايات المتحركة والأجهزة وغيرها، لأن متطلبات خدمة العلم في هذا العصر تنوعت وتعددت، فالعالم والمتعلم يحتاج إلى اتصال بالعالم الخارجي الأمر الذي يفرض توافر وسائل وأجهزة تمكنه من ذلك.
- المنافع، كالدور ووسائل النقل وغيرها، فقد لا تجد من يوقف ملك العين عقارا أو منقولا، لكنك تجد من يوقف منافعهما، فيضعها في خدمة العلم وأهله.[12]

## تعزيز ثقافة الوقف العلمي
يعد الوقف باعتباره أحد الأسس المهمة للنهضة الإسلامية الشاملة، الاقتصادية والاجتماعية والعلمية، وكان الرافد لمالية الدول الإسلامية المتعاقبة، وهو جوهر عناصر قيام الحضارة الإسلامية، وهو بؤرة النهضة العلمية والفكرية العربية والإسلامية على مر القرون.

## أهداف الوقف العلمي
للوقف العلمي دورا فاعلا ومؤثرا في نمو واتساع الحركة التعليمية نمواً متسارعا أدى إلى تحقيق نهضة علمية واسعة كان لها مصب في شتى المجالات العلمية وقد ساعد على هذا الدور المؤثر انتشار الأوقاف التعليمية بصورة تدعو إلى الإعجاب والتقدير، يدفع الواقفين لهذا العمل الخيري الإيمان الذي يملأ النفوس، وحب العلم والمعرفة.

## أهمية الوقف التعليمي
1. تطور وتعقد الحياة العصرية مما جعل الدولة لا تستطيع أن تتكفل بجميع الاحتياجات، وبذلك ظهرت ضرورة وجود الوقف لسد كثير من الحاجات.
2. في ترتيب الموازنة في بلادنا الإسلامية، تحظى موازنة البحث العلمي بأقل المخصصات، وهذا ما ينجر عنه تخلف علمي ينسحب على باقي القطاعات.
3. عصرنا الحالي هو عصر المعرفة، وتقدم الدول بمقدار إنتاجها للمعارف والعلوم، ولا يمكن إنتاجها وتطويرها إلا بالاهتمام بالبحث العلمي.
4. الإسلام دين العلم والأوقاف الإسلامية تاريخياً أول ما اتجهت اتجهت إلى البنية التعليمية كأساس لصناعة المعرفة وتحقيق التنمية المستدامة.
5. الأمة الإسلامية إذا ما أرادت أن تلحق بركاب الدول المتطورة، فما عليها إلا إحياء ثقافة الوقف بصفة عامة، وتوجيهه الواقفين لخدمة المشاريع البحثية العلمية.
6. عمل الغرب على استثمار الأوقاف لخدمة البحث العلمي، حتى أصبحت الأصول الوقفية للجامعات ومراكز البحث تقدر بمئات المليارات من الدولارات.[15]

## مقاصد الوقف التعليمي
1. إيجاد مورد دائم ومستمر لتحقيق سيرورة المؤسسات العلمية والتعليمية.
2. ضمان لبقاء المال ودوام الانتفاع به مدة طويلة.[8]
3. امتثال أمر الله سبحانه وتعالى بالإنفاق والتصدق في وجوه البر، وامتثال أمر نبينا محمد ﷺ بالصدقة والحث عليها، وهذا أعلى مقاصد الوقف، وبهذا الامتثال يكون الوقف سبباً لحصول الأجر والثواب من الله سبحانه وتعالى ومحو السيئات.
4. الوقف على المساجد والمعاهد والمدارس، كل هذا مما يضمن لهذه المرافق العامة بقائها وصيانتها.
5. الرغبة في استمرار عمل المسلم بعد موته، ومن أهم ما يحقق هذا المقصد هو الوقف لله فهو من الصدقات الجارية التي دلت عليها النصوص الشرعية.
6. يحقق الوقف التعليمي التكافل والتعاون والتكامل بين أفراد المجتمع بما يحقق الأخوة الإسلامية ويزرع التعاطف والتراحم والتواد بين عامة المسلمين.[4]

## مصارف الوقف التعليمي
إن مصارف الوقف التعليمي تتمثل في كل المؤسسات التي تعني بالجانب التعليمي، من مساجد ومدارس ومكتبات ونحوها، والاهتمام بالعلماء وطلبة العلم، وقد حرص مؤسسو هذه المراكز التعلمية على توفير مصدر دخل ثابت، يكفل لمنشآتهم التعلمية الاستمرار في تقديم خدماتها، من أجل ذلك رصدوا لها الأوقاف الوفيرة، التي تضمن للملتحقين بها العيش الرغيد، كي يمكنهم من التفرغ لطلب العلم دون عناء، ومن بين أهم هذه المصارف:
1. أوقاف تصرف في نقل الطلاب.
2. أوقاف تصرف في إطعام الطلاب.
3. أوقاف تصرف في إيواء وكسوة الطلاب والمعلمين.
4. أوقاف تصرف في ترميم المنشآت التعليمية ولواحقها.
5. أوقاف تصرف في توفير الأدوات والكراريس والكتب.
6. أوقاف تصرف في علاج الطلاب والمعلمين ورعايتهم صحياً.
7. أوقاف تصرف في توفير رواتب للعلماء والأساتذة والمعلمين، والقائمين على المؤسسات التعلمية.

## مجالات الوقف التعليمي

### مراكز الأبحاث المتقدمة
يتطلب انجاز بحوث علمية ذات قيمة مضافة إلى كلفة مالية تختلف حسب طبيعة البحث ومتطلباته، وعادة تلجأ كثير من الدول إلى انشاء مراكز متطورة للأبحاث، وتخصص لها ميزانية معتبرة لتغطية مصروفات هذه المراكز، فالطاقم الإداري والبحثي لهذه المراكز يلعب دوراً رئيساً في تنمية البلاد من خلال بحوث نوعية ينجزها طاقم متفرغ، تتوافر لدية كافة التسهيلات البحثية، وتوفير الجو المناسب لهذه المراكز يمر حتماً عبر تغطية مالية ثابتة لجميع المصروفات، سواءً كانت مصروفات إدارية أو مكافآت للباحثين وهيئات التحكيم أو مصروفات المؤتمرات والندوات والدورات التدريبية.

### الموسوعات والدوريات العلمية
تقدم الموسوعات العلمية المتخصصة خدمات نافعة للباحثين، وتسهل عليهم حصر المواضيع في سياقاتها، كما أنها توفر الوقت والجهد، إن خاصية الموسوعية تتطلب جهوداً كبيرة، وتخصصات مختلفة، وكفاءات علمية متميزة في تخصصاتها، وهذا عادة يثقل كاهل الجامعات والمراكز البحثية، ويتطلب وفرة مالية يمكن للأموال الوقفية أن تغطيها.

### مراكز التميز البحثي ودعم الجامعات
وتختلف هذه المراكز عن مراكز البحوث السابقة من حيث أنها مرتبطة بالجامعات المختلفة، فهي تساعد على تطوير الإمكانات البحثية والأنشطة المهنية في التخصصات الحيوية التي يحتاجها المجتمع، مما يمكن من شراكة حقيقة وفاعلة بين مختلف الشركاء، سواءً كانوا باحثين أو مهنيين أو أصحاب مؤسسات إنتاجية، ولقد تبنت فكرة مراكز التميز البحثي كثيراً من الدول وفق سلسلة من الخطوات، تبدأ على شكل بحثية متخصصة تعمل على تطوير البحث العلمي في المجالات المختلفة بالجامعة، لتصبح هذه المراكز مع مرور الوقت الأداة الفعالة لصياغة أهداف ورسالة الجامعة في حد ذاتها ضمن المحيط الذي توجد به الجامعة للتوسع بربط جميع مراكز التمييز بالجامعات، مما يحقق التوازن البحثي لخدمة سياسة الدولة المعنية في مجال البحث العلمي، ويمكن التوسع في إنشاء مثل هذه المراكز البحثية المميزة بدعم من الأوقاف، وكذلك التوسع في دعم ميزانيات المراكز القائمة من الأوقاف الموجودة، والأوقاف التي يدعى الناس للمشاركة فيها.

### مراكز البيئة الابتكارية
وتعمل هذه المراكز على تأسيس بيئة ابتكارية بتوفير الموارد المالية والبشرية من أجل الابتكار في مختلف المجالات، ثم تحويل هذه الأفكار والابتكارات إلى منتوجات تلبي حاجيات السوق المحلية، وتنافس على مستوى السوق الدولية، إن توفير البيئة الإبداعية للباحث تعمل على صناعة إبداعية تنمي المنتوج الإبداعي وتساهم في تنمية المجتمع من خلال تحقيق مداخيل إضافية للدولة.

### الوقف على المدارس
ولا شك أن المدارس هي أول المؤسسات التعليمية التي تسهم الإسهام الفعال في نشر الثقافة والعلم، لذلك كانت أولى المؤسسات جدارة بالأوقاف الفاعلة لتسهيل حركة التربية والتعليم.

### الوقف على المساجد
فقد كانت المساجد في الإسلام تؤدي مهاماً زائدة على الصلوات الخمس وخطب الجمعة، فهي مدارس علمية في مختلف الفنون، وملتقى العلماء والأدباء.

### وقف الأربطة وما يصلحها
فوقف مساكن للطلاب ورواد المشايخ من البلاد المتفرقة، لا يقل أهمية عن المدرسة والمسجد...، ولا يمكن نقرأ لمدرسة في قروننا الأولى، إلا وتعرف ما يلحق بها من ربط بنيت لفقراء الطلبة والذين يفدون إلى البلاد، بل وفقراء البلد لا سيما في بلاد الحرمين والشام، فإن فيها من الأربطة قديماً ما كان يوازي عدد المدارس التي ذكرت في تواريخ البلدان.

### وقف الكتب والمكتبات
فالمدارس والمساجد لا تستغني عن الكتب العلمية التي يصعب توفرها إلا بالدعم المتواصل وتخصيص أماكن محددة لحفظها والعناية بها، وتعيين من يقوم بإدارتها، لذلك فإن مهمة الوقف لا تقف عند إنشاء المدارس، بل اهتم الواقفون بإنشاء المكتبات وتزويدها بأمهات الكتب.

### كراسي الأبحاث العلمية
الكرسي العلمي، هو برنامج بحثي أو أكاديمي في الجامعة يهدف لإثراء المعرفة الإنسانية وتطوير الفكر وخدمة قضايا التنمية المحلية، وممول عن طريق منحة، ويعين فيه أحد الأساتذة المختصين المشهود لهم بالتميز العلمي والخبرة، ويعمل ضمن البرنامج فريق من الباحثين المؤهلين في مجال البرنامج، وتدون مخرجات الكراسي العلمية ذات قيمة مضافة، كإنتاج جديد أو تطوير تقنية معينة، بحيث تتحقق النتائج العملية التي تخدم الهدف الذي أنشئ الكرسي البحثي من أجله.

## الوقف على الكراسي العلمية
ويعني الوقف على راتب أستاذ أو تخصص في جامعة أو معهد علمي، وتوضع له شروط وضوابط بحيث يحافظ فيه على شروط الواقف، دون إخلال.

### نشأة الكراسي العلمية الوقفية لدى المسلمين
انطلاقة الوقف على الكراسي العلمية، بدء منذ صدر الإسلام، حيث كانت تعقد في المساجد والجوامع حلق العلم في شتى العلوم والمعارف والفنون، ويتصدر للتدريس فيها علماء أجلاء...، واتسع نطاقها بسبب إقبال أهل الخير في الوقف عليها، حتى شملت مجالات متعددة في الحياة.

### نماذج من الوقف على الكراسي العلمية
الوقف على كرسي المحراب بجامع القرويين بالمغرب: وهذا الكرسي من أقدم الكراسي العلمية الوقفية، فقد تأسس عام (651هـ)، وخُصِّص بداية نشأته لتدريس تفسير القرآن للثعلبي، وحلية الأولياء لأبي نعيم، وأضيف له لاحقاً كتاب الإحياء لأبي حامد الغزالي، وكتاب الشفاء للقاضي عياض، وبلغ عدد العقارات الموقوفة على هذا الكرسي (21 عقاراً) منها (12 عقاراً) للقراءة صباحاً، و (9 عقارات) للقراءة مساء.
كرسي الملك سلمان بن عبد العزيز لدراسات تاريخ مكة المكرمة: وقد تم إنشائه في تاريخ 24 / 3/ 1432هـ، في جامعة أم القرى، وبدأ عمل الكرسي من حينه، والممول لهذا الكرسي هو مركز دارة الملك عبد العزيز، والهدف من هذا الكرسي هو خدمة تاريخ مكة المكرمة، ودعم البحث العلمي.
وقف السيد سمير شمَّا والسيد صالح كامل: فقد أوقف السيد سمير شمّا على كرسي لتدريس مادة مسكوكات إسلامية في قسم التاريخ بجامعة اليرموك الأردنية، وأوقف صالح كامل: على كرسي لتدريس الاقتصاد الإسلامي في نفس الجامعة، وأوقف بعض المحسنين على كراس وفي جامعات غربية أيضاً.

## تحديات تواجه الوقف التعليمي في العالم الإسلامي
1. تحدي العولمة.
2. تحدي التكنولوجيا.
3. تحدي دعوى الإرهاب.
4. تحدي التوتر بين التقليد والحداثة.
5. تحدي التوتر بين ما هو عالمي وما هو محلي.[4]
6. ضعف الوعي بأهمية الوقف الخيري على المؤسسات التعليمية.[9]
7. تراجع ثقة الواقفين بالجهة المشرفة على الأوقاف، بسبب عدم الفاعلية الادارية والرقابية على الأوقاف.[23][24]

## نماذج من الوقف على العلم

### جامعة الملك سعود
تتوزع وتتنوع أوقاف جامعة الملك سعود بين أبراج عقارية وأبراج علمية وأبراج صحية وأخرى تجارية، وقد بلغ عدد الأبراج الوقفية على الجامعة أحد عشر برجا، الجزء الأكبر منها تبرع بها وتكفل ببنائها مجموعة من رجال المال والأعمال والشخصيات الاعتبارية في البلد، ومن هذه الأبراج:
1. برج الفندق الخمسة نجوم
2. برج مصرف الراجحي الطبي
3. برج الشيخ صالح كامل
4. برج الأجنحة الفندقية
5. برج المعلم محمد بن لادن المكتبي
6. برج الأمير سلطان بن عبد العزيز للأبحاث الصحية وطب الطوارئ
7. برج الدكتور ناصر الرشيد
8. برج الشيخ محمد حسين العامودي
9. برج الشيخ عبدالرحمن بن عبدالله الهليل[25]

ويهدف مشروع هذه الأوقاف إلى تعزيز الموارد الذاتية للجامعة، والمساهمة في الأنشطة التي تعمل على نقل الجامعة للعالمية، ودعم أنشطة البحث والتطوير والتعليم، ودعم العلاقة بين الجامعة والمجتمع.

## أثر الوقف الاسلامي في النهضة العلمية
لعب الوقف دوراً رئيسياً في نشر ّالتعليم والتربية، وفي التقدم العلمي الذي شهدته الحضارة العربية الإسلامية، وكان السبب الرئيسي لأغلب الإنجازات العلمية والحضارية التي شهدها العالم في العصر الوسيط، ثم برزت الأوقاف بعد ذلك على التعليم بشكل جلي، عندما استقلت الدراسة العلمية في عصور لاحقة.
واحتاجت المؤسسات الخاصة لوجود الفقهاء وأخذ الأجور على القيام بالواجبات والشعائر الدينية العامة من تعليم القرآن والعلم، والقيام بالإمامة والخطابة، وعندها اتجه الوقف اتجاها ًجديداً في هدفه نحو المؤسسات العلمية وأهل العلم، مما نشأ عنه ًاتجاه جديد أيضا في الأموال الموقوفة نفسها، وهكذا تطورت الأوقاف على التعليم حتى أصبح هناك توجه بأن إنشاء أي مدرسة أو مؤسسة تعليمية لا بد وأن يواكبه وقف ثابت يفي بمتطلباته، حتى أن المطلع على تاريخ التعليم الإسلامي، يلمس بوضوح الدور الفاعل والمؤثر الذي قامت به الأوقاف التعليمية في نمو واتساع الحركة التعليمية، أدى بها في نهاية المطاف إلى تحقيق نهضة علمية شاملة.
واتجهت الأنظار إلى الوقف بعد تغييب دوره لعقود، باعتباره البذرة لبداية النهضة الشاملة لجميع مجالات الحياة، لأنه أداة اجتماعية تحقق مقاصد الشريعة، وتشارك في بناء المجتمعات بما يشيعه من روح التكافل  وباعتباره سبيلاً لإصلاح مشكلات المجتمع الإنساني "المالية والاقتصادية والاجتماعية.

### أسباب تراجع دور الأوقاف في الحياة العلمية والثقافية
هناك أسباب وعوامل اجتمع فيها دور جمهور المتصدقين ودور الدولة ومؤسساتها العمومية، فبالرغم من كثرة الدراسات والمؤلفات والفعاليات العلمية حول الوقف عامةً والوقف العلمي خصوصاً، إلا أنها تبقى رهينة الكتب والمكتبات، فضلاً عن تدني مستوى المشاركة الشعبية في الأوقاف العلمية، وانحصارها في المقابر والمساجد، واستيعاب الوقف والمؤسسات التعليمية والعلمية، ضمن ثلاثة قطاعات حكومية تشير كل المؤشرات الكمية والنوعية إلى تدن واضح في مستويات أدائها رغم ما يرصد لها من أموال.
أثر الوقف الإسلامي في النهضة العلمية في اليمن:
1. أن الوقف كان هو المصدر المالي الأساسي والوحيد للمدارس اليمنية، حتى أن الفضل الأول في الصرف عليها واستمرار مهامها يعود له، إضافة إلى ما كان يقدمه الحكام من أوقاف.
2. أن هناك حرصاً شديداً من أصحاب المدارس على مدارسهم، لأجل استمرار عملها وقيامها بمهامها وعدم تعثرها، وللحفاظ عليها وعلى أوقافها فقاموا بتحديد خط الوقفيات أو ما يعرف بالوثائق الوقفية.
3. تركيز الواقفين على التنويع في أوقافهم حسب حاجة المدرسة، فقد تنوعت الأوقاف ما بين أراض زراعية وأودية وعقارات، تم تأجيرها والاستفادة من مالها، وما بين كتب نادرة ونفيسة يحصل الطلاب على المعرفة منها.
4. أن كثرة أموال الأوقاف وتسخيرها في صالح التعليم، انعكس بدوره على العلاقات العامة بين الناس، وخفف من الفوارق الاجتماعية بينهم.[32]

## روابط خارجية
- الوقــــف التعــلـــيـــــمي
- الوقف ودوره في التنمية الثقافية والعلمية
- الوقف وأثره في دعم التعليم الشرعي وتطويره
- الوقف على البحث العلمي، ودوره في تحقيق التنمية المستدامة
- الأوقاف التعليمية كمصدر لتمويل التعليم في التاريخ الإسلامي
- أثر الوقف الإسلامي في النهضة العلمية في اليمن